# Network 10
Network 10 або Channel Ten — один з великих австралійських телеканалів. Телестанції каналу розташовані в п'яти найбільших містах Австралії: Сіднеї, Мельбурні, Брисбені, Аделаїді та Перті. Філії ж телекомпанії розташовані по всій території Австралії. Телеканал вважається третім найбільшим телеканалом Австралії, слідуючи за «Seven Network» і «Nine Network».